# 王进良
王进良，男，中国共产党党员，海軍少將。

## 生平
曾仼中国人民解放军海军后勤部军需物资油料部部长、中國人民解放軍海軍後勤部副部長 。